# 蕭海里之戰
蕭海里之戰，金朝原只是女真族的前身，靺鞨的其中一部黑水靺鞨。攻打海里一戰正凸顯了遼朝的日益腐敗，自此之後金朝的祖先開始收攏女真各部族，並暗自累積推翻遼朝的資本。

## 經過
1103年，遼國大將蕭海里叛變，派部下斡達剌來向穆宗請求合作。完顏盈歌將斡達剌拿下，恰好遼國此時正在通緝海里，完顏盈歌藉此將斡達剌押送至遼朝，並因此獲得戰甲千餘件。後來盈歌軍隊到了混同水，海里再度派人求和。此時遼軍數千兵力在後頭追趕海里許久，卻攻之不克。盈歌見狀，要求遼國軍隊退下，親自率領剛募集到的千餘甲兵向前迎擊海里。蕭海里被流矢擊中落馬，被盈歌親自捉住殺了他，並大敗海里的殘餘兵力。

## 影響
在這次事件中，幾個要點值得注意。
1. 女真軍隊鎧甲和士兵數量，首次見於史書之中，當時還不到一千人。[2]
2. 討伐蕭海里成功，獲得遼天祚帝的獎賞，獲得使相之職。[3]
3. 開始與高麗國建立友好往來。[4]
4. 女真從此知道遼朝軍隊的虛有其表。[5]
5. 女真逐漸升起反意，並開始賄賂契丹權貴，累積勢力。[6]